# Peter Paško
Peter Paško (ur. 18 maja 1955 w Trnawie) – słowacki przedsiębiorca, współzałożyciel przedsiębiorstwa informatycznego ESET.
Jest absolwentem Wydziału Budownictwa Słowackiego Uniwersytetu Technicznego.
Wraz z Miroslavem Trnką opracował pierwszą wersję oprogramowania antywirusowego NOD32.